# Problemas ambientales en Afganistán

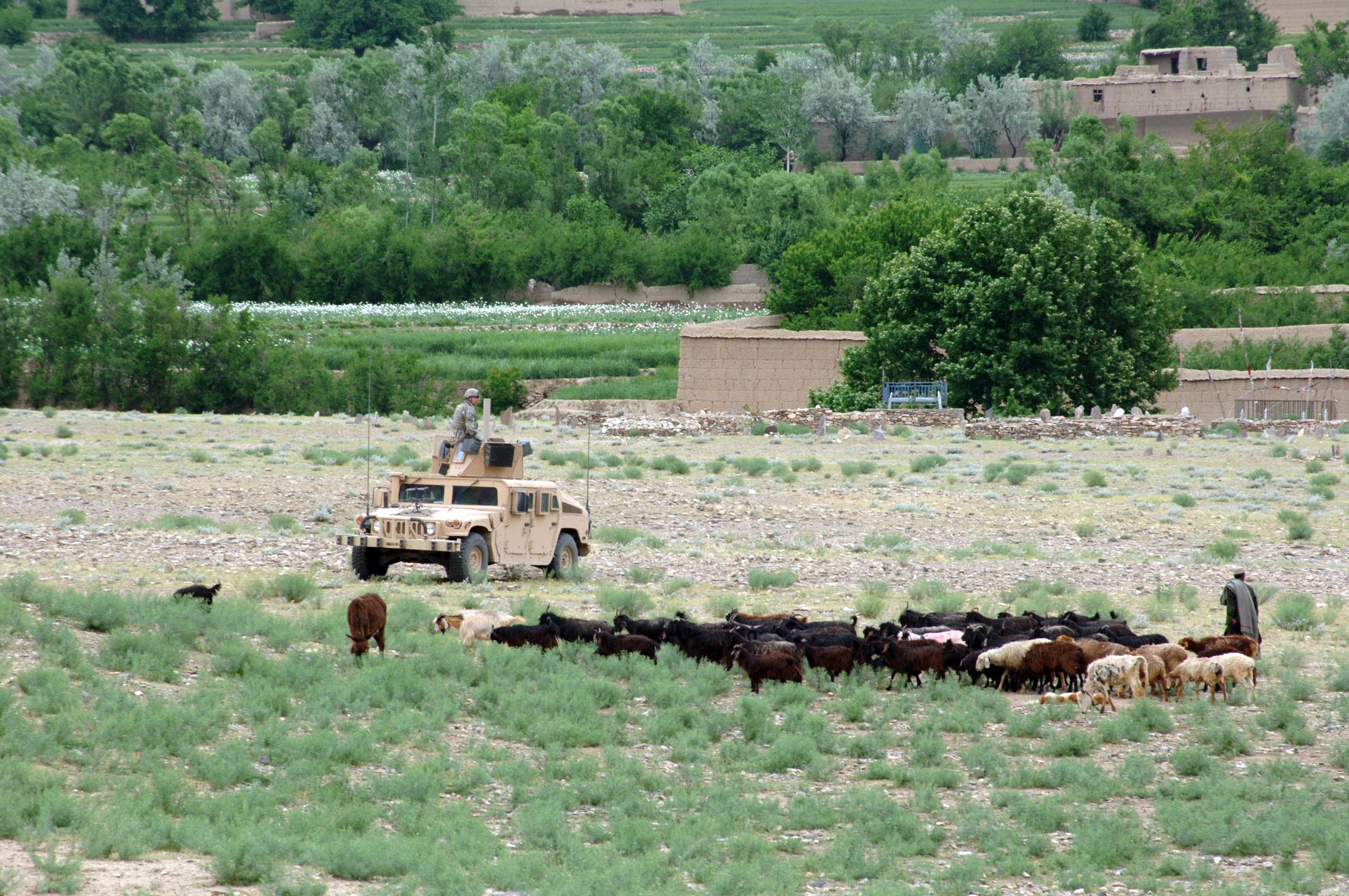
Vehículo militar de la ISAF avanzando al lado de un pastor afgano en la provincia de Kapisa, Afganistán.

Los problemas ambientales en Afganistán son anteriores a la agitación política de las últimas décadas. Los bosques y humedales se han agotado tras siglos de pastoreo y agricultura, prácticas que solo han ido aumentando con el crecimiento demográfico moderno. En Afganistán, la conservación del medio ambiente y los problemas económicos no están en desacuerdo; con el 80 % de la población dependiente del pastoreo o la agricultura, la conservación del medio ambiente es esencial para el bienestar económico de la población. En 2007, la Organización Mundial de la Salud lanzó un informe que clasifica a Afganistán como el país más pobre entre las naciones no-africanas en fallecimientos relacionados por los problemas del medio ambiente.

## Deforestación

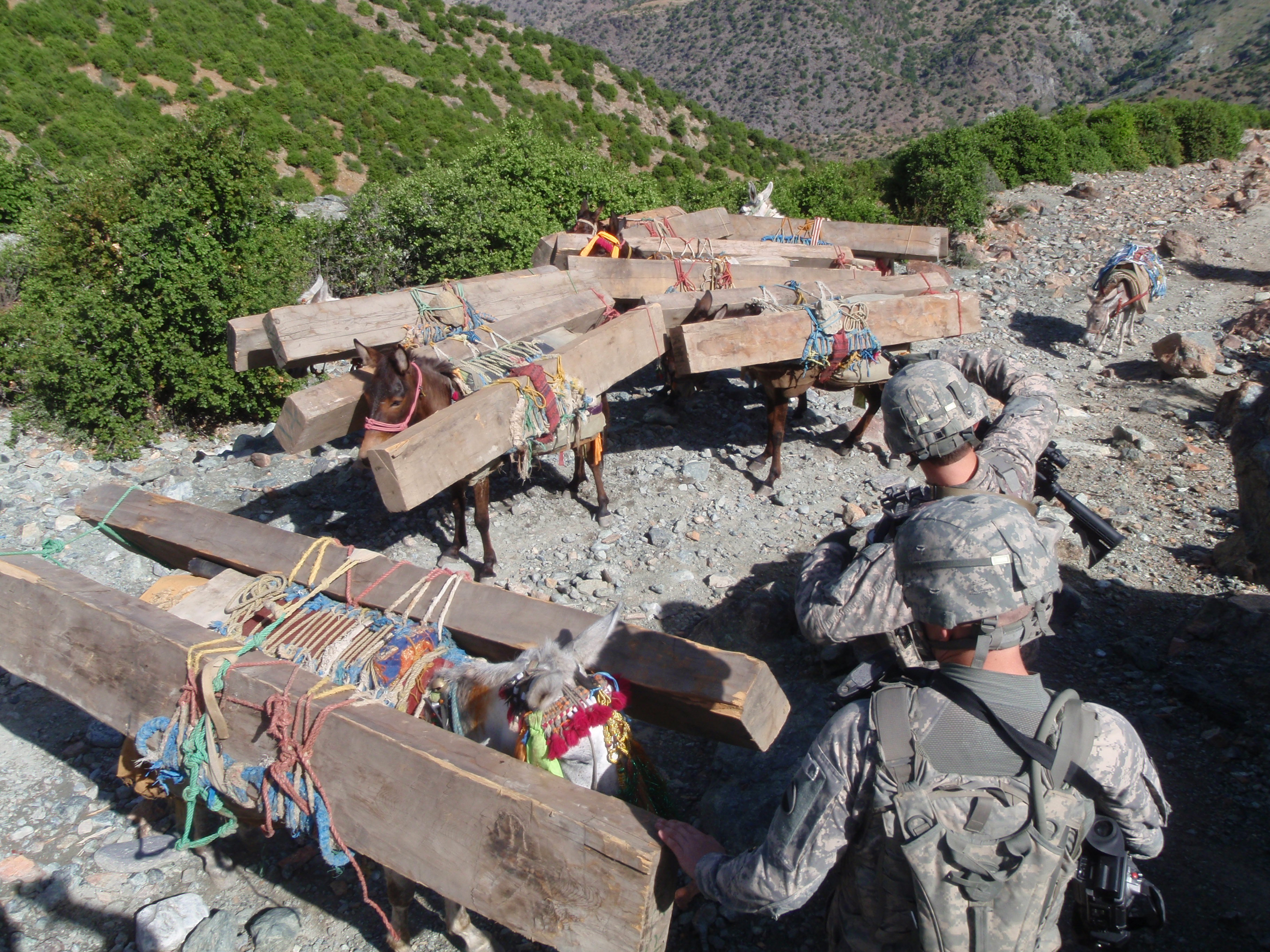
Soldados de Ejército de los Estados Unidos interceptan madera ilegal que estaba siendo transportada por contrabando en el valle de Narang, provincia de Kunar, cerca de la frontera con Pakistán.

Gran parte de la población depende de los bosques para obtener su leña, y los ingresos generados por la exportación de pistachos y almendras, los cuales crecen en bosques naturales de las regiones centrales y septentrionales del país. Las provincias de Badghis y Takhar han perdido más del 50 % de los bosques de pistachos. Durante los conflictos de las últimas décadas, los residentes y milicias de la Alianza del Norte han utilizado la madera como combustible, y las fuerzas milicianas han despejado los árboles con el fin de crear escondites para futuras emboscadas contra las facciones rivales. Además, el uso de los bosques para el pastoreo y la recolección de nueces para su exportación impiden que crezcan nuevos árboles de pistacho.
Los bosques más densos en el este de Nangarhar, Kunar, Nuristán, y otras provincias están en riesgos debido a la extracción de madera por parte de la mafia. Aunque la industria maderera es ilegal, las ganancias en la exportación de madera en la vecina Pakistán son muy altas. La razón de ello es que el gobierno de Pakistán tiene sus bosques fuertemente protegidos, por lo que las mafias madereras se concentran en los bosques afganos. La madera no solo es transportada a Peshawar sino también a Islamabad, Rawalpindi y Lahore, donde gran parte de este producto se usa para fabricar costosos muebles.
A medida que disminuyen los bosques, la tierra se vuelve cada vez menos productiva, amenazando el sustento de las poblaciones rurales, y a su vez esta falta de árboles provoca el aumento de las inundaciones, las cuales destruyen el terreno agrícola y las viviendas de la población rural. La pérdida de vegetación crea un mayor riesgo de inundaciones, que no solo ponen en peligro a la población sino que causan la erosión en el suelo y disminuyen la cantidad de tierra aptas para la agricultura. Para abordar este problema, el gobierno afgano y las agencias de varios estados de la OTAN se han unido para reinsertar áreas verdes en Afganistán, mediante la plantación de árboles.

## Fauna silvestre
Con muy poca infraestructura gubernamental para desalentar la caza, y la desaparición del hábitat debido a los conflictos militares y a la sequía, gran parte de la fauna silvestre corre peligro. En 2006, Afganistán y la Wildlife Conservation Society comenzaron un proyecto de 3 años para proteger la vida silvestre y los hábitats a lo largo del Corredor de Wakhan y las regiones de la Meseta Central.
- Especies en peligro de extinción

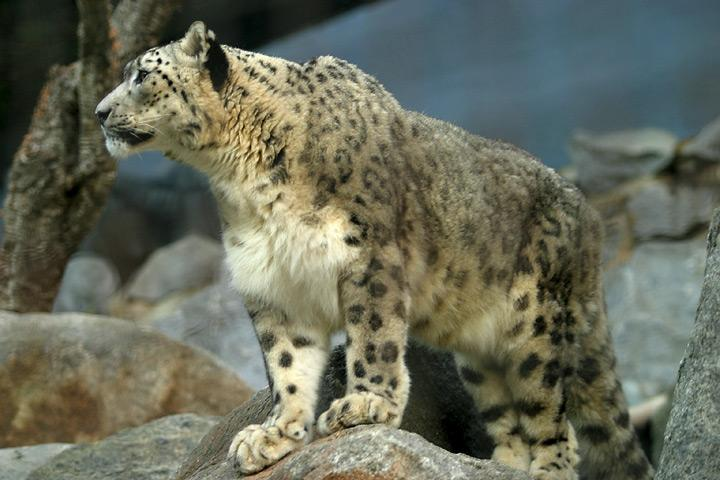
Leopardo de las nieves

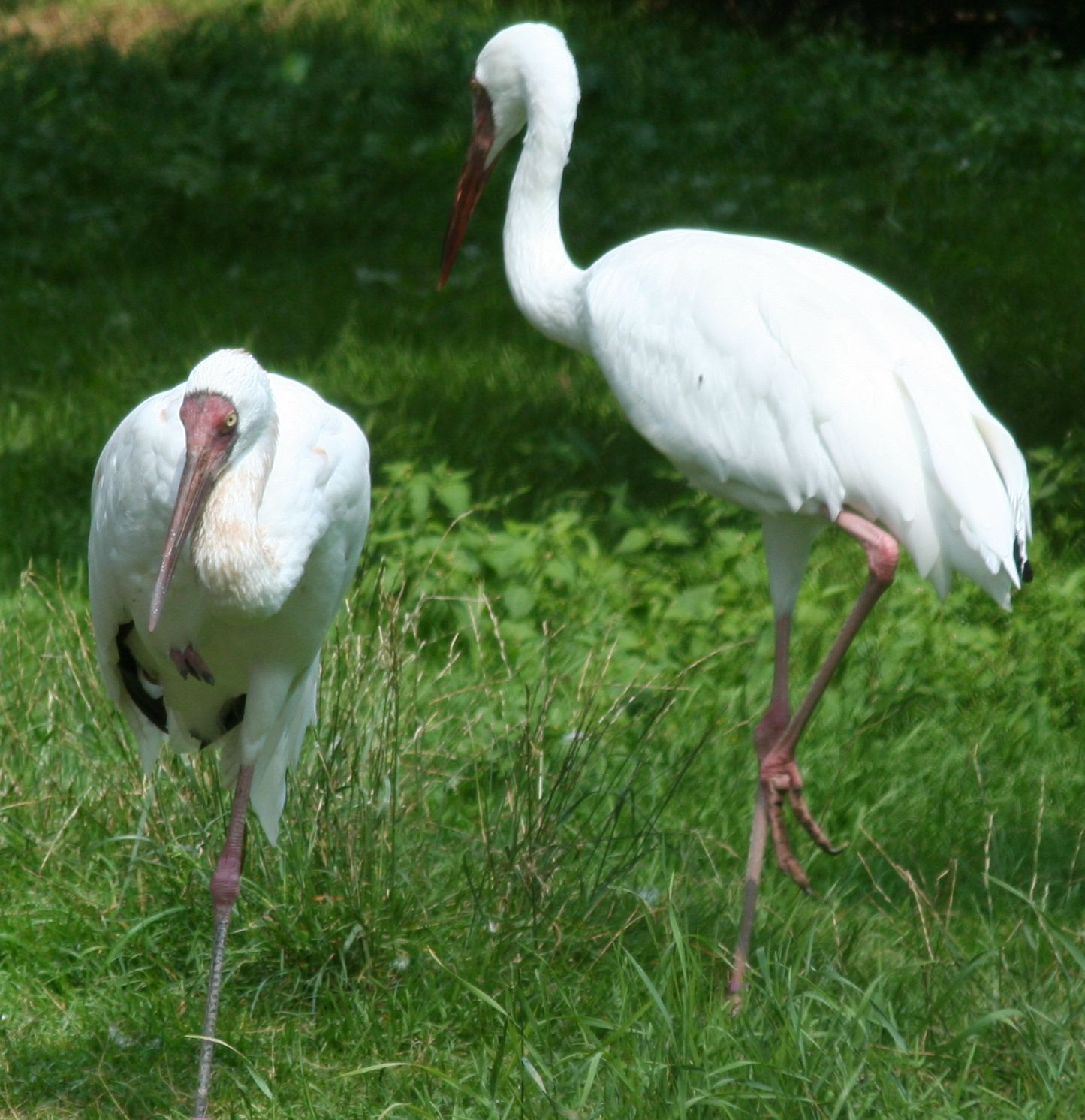
Grulla siberiana

  - Leopardo de las nieves (Uncia uncia)
  - Cabra salvaje (Capra aegagrus)
  - Marjor (Capra falconeri)
  - Carnero de Marco Polo (Ovis ammon polii)
  - Urial (Ovis orientalis)
  - Oso negro asiático (Ursus thibetanus)
  - Grulla siberiana (Grus leucogeranus)
- Especies en peligro crítico de extinción
  - Malvasía cabesiblanca (Oxyura leucocephala)
  - Cerceta pardilla (Marmaronetta angustirostris)
  - Pigargo de Pallas (Haliaeetus leucoryphus)
  - Águila moteada (Aquilla clanga)
  - Águila imperial (Aquilla heliaca)
  - Cernícalo primilla (Falco naumanni)
  - Rey de codornices (Crex crex)
  - Avefría sociable (Vanellus gregaria)
  - Paloma de Turquestán (Columba hodgsonii)

Poco se sabe sobre el estado de la salamandra Batrachuperus mustersi, que se encuentra solo en el Hindú Kush.

## Administración del agua

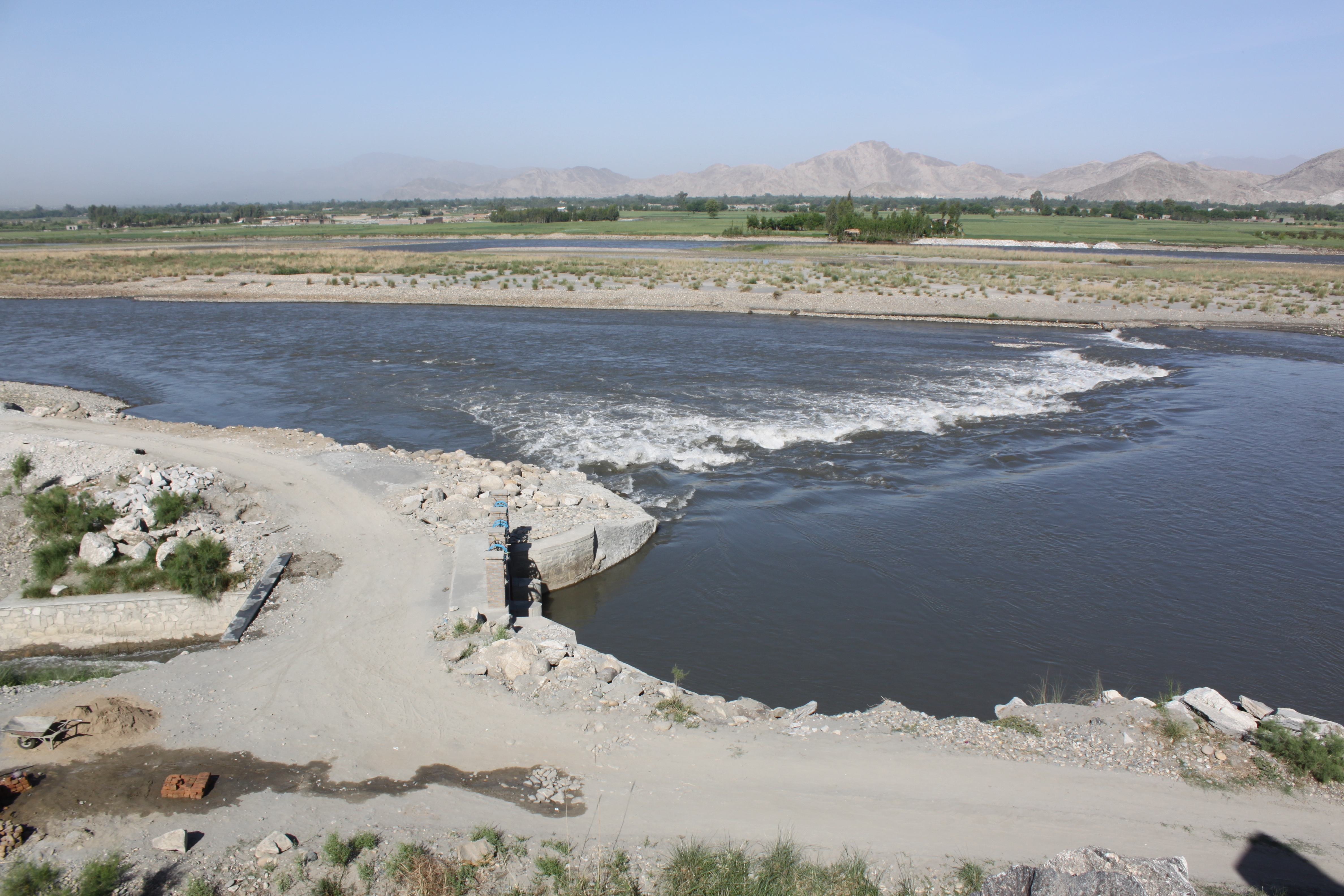
Sistema de riego recientemente construido para una mejor administración del agua.

La principal amenaza del suministro de agua en Afgsanistán son las sequías, que crearon escasez de alimentos para millones de personas en los últimos tiempos. Las crisis agrícolas resultantes entre 1995 y 2001 han impulsado grandes migraciones campo-ciudad. 
En respuesta a la sequía, se han perforado profundos pozos para el riego que disminuyeron el nivel de agua subterránea, drenando sus recursos, que dependen de la lluvia para el reabastecimiento.
En 2003, cerca del 99 % de los humedales de Sistán están secos, evidenciando la continua sequía y la falta de gestión del agua. Los humedales, un hábitat importante para la criación y migración de aves acuáticas como el pelícano ceñudo y la cerceta pardilla, han proporcionado agua para el riego agrícola  durante al menos 5000 años. Estos humedales son alimentados por el río Helmand, cuyo 98 % corrió a un nivel de agua inferior al promedio durante el período 2001-2003. Como en otras áreas del país, la pérdida de la vegetación natural resultó en la erosión del suelo; aquí, las tormentas de arena sumergieron hasta 100 pueblos hacia el año 2003.
Entre los principales embalses y diques del país se encuentran:
- Dique de Dahla
- Dique Naghlu
- Dique de Darunta
- Dique Kajaki
- Lago Qargha

## Contaminación
La población en zonas urbanas ha incrementado en los últimos años. Desde 2002, más de 5 millones de ex-refugiados que vivían en Pakistán e Irán, regresaron hacia su nativa Afganistán. La inmensa mayoría se asentó en Kabul, capital del país, el cual también incluyen migrantes que provienen de zonas devastadas por la sequía.

### Desechos nucleares por Pakistán
El gobierno afgano acusó a Pakistán de haber arrojado residuos nucleares en el sur de Afganistán durante el régimen talibán (1994-2001). Farooq Wardak, Ministro de Asuntos Parlamentarios de Afganistán, anunció que el gobierno iba a crear una comisión investigadora sobre el caso. El Presidente de Afganistán Hamid Karzai anunció posteriormente que durante su gobierno iban a investigar el asunto.

### Residuos domésticos e industriales

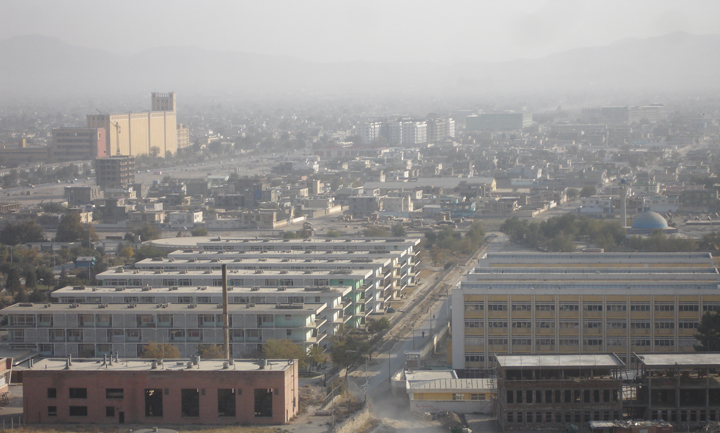
Ciudad de Kabul, la capital de Afganistán

En 2002, el Programa de las Naciones Unidas para el Medio Ambiente descubrió que la falta de gestión de residuos estaba creando peligrosas condiciones en varios cascos urbanos del país. En los distritos 5 y 6 de Kabul, los desechos de las casas y centros médicos son arrojados a la calle. Los desechos humanos eran arrojados a cloacas abiertas, las cuales fluían hacia el río Kabul y contaminaban el agua potable de la ciudad.
Se utilizan más vertederos urbanos que los que son gestionados en Kabul, Kandahar y Herat, a menudo sin protección de los ríos cercanos y suministros de agua subterránea. Los residuos patogénicos de hospitales son colocados en los vertederos con el resto de los desechos de la ciudad, contaminando el agua y el aire con bacterias y virus.
La falta de gestión de aguas residuales no es exclusiva en Kabul. En las áreas urbanas, son comunes las cloacas abiertas, mientras que el tratamiento de aguas residuales no lo es. Gran parte del suministro de agua en zonas urbanas esta contaminada por la Escherichia coli y otras bacterias.
Las refinerías de petróleo son otra fuente  de contaminación del agua. En Herat y Mazar-e-Sharif, los derrames y fugas de petróleo crudo no están contenidos, y los niveles inseguros de hidrocarburos llegan a los suministros de agua residenciales, siendo un potencial peligro para la población.

### Contaminación del aire
La contaminación del aire no constituye un gran problema en Afganistán, pero su dependencia de energía barata ha creado algunos problemas. La mayoría de los vehículos funcionan con combustible diésel, y la energía doméstica funciona a base de la quema de madera y otros materiales. Como resultado, la contaminación del aire en áreas urbanas es visible, y pueden generar problemas de salud.